# Distrito Escolar Independiente de El Paso

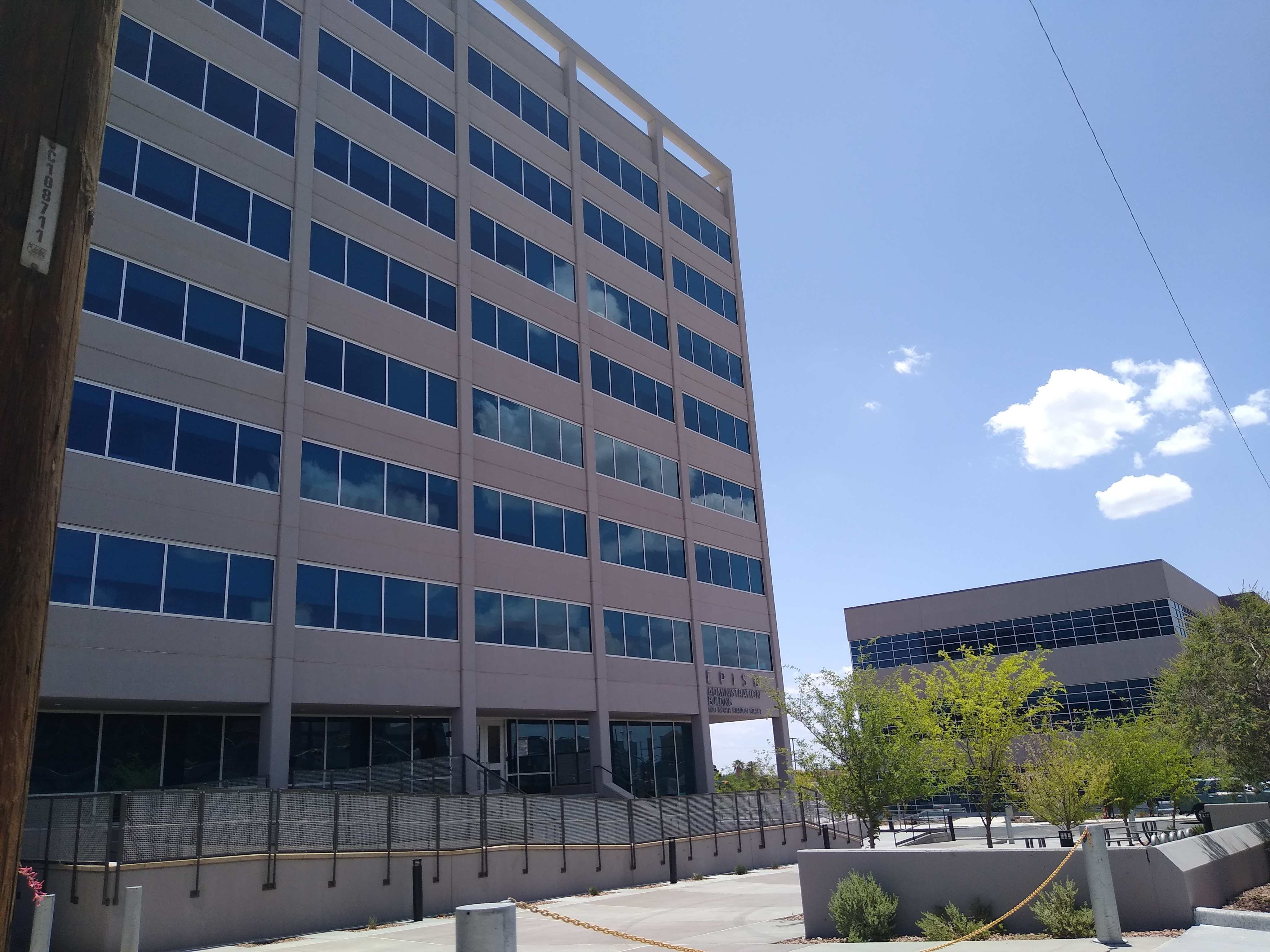
Sede del distrito

El Distrito Escolar Independiente de El Paso (El Paso Independent School District o EPISD en inglés) es el distrito escolar del estado de Texas, Estados Unidos. Su sede está en El Paso.

## Escuelas

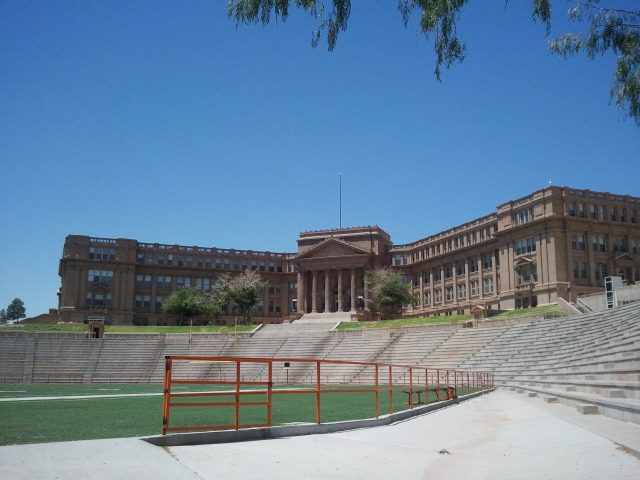
Escuela Preparatoria El Paso

Escuelas preparatorias (high schools)
- Andress High School
- Austin High School
- Bowie High School
- Burges High School
- Chapin High School
- Coronado High School
- Escuela Preparatoria El Paso (El Paso High School)
- Franklin High School
- Irvin High School
- Jefferson High School
- Silva Health Magnet High School
- Transmountain Early College High School